# Shobley
Shobley est un petit hameau du parc national New Forest dans le comté du Hampshire, en Angleterre. 
La ville la plus proche est Ringwood qui se trouve à environ 3 km à l'ouest du hameau. 
La localité fait partie de la paroisse civile d'Ellingham Harbridge et Ibsley.